# デルフィンSC
デルフィン・スポルティング・クルブ（スペイン語: Delfín Sporting Club）は、エクアドルのマナビ県マンタに本拠地を置くサッカークラブである。

## 歴史
クラブは1989年に設立されその年のセリエBを優勝しわずか1年でセリエA昇格を果たしている。1995年に降格するまで''El ídolo de Manta'' (マンタのアイドル)という愛称が生まれた。
1998年に再びセリエAに昇格するものの2001年に再びセリエBに降格する。2007年には3部まで降格した。セリエAに返り咲くのは2016年のことであった。
2017年にクラブは躍進を遂げる。リーグ戦わずか3敗、ファーストステージ1位という好成績を収め初のコパリベルタドーレス出場権を獲得した。決勝ステージではCSエメレクに敗れシーズン2位に終わった。
2019年は初のコパ・エクアドル決勝進出を果たすもLDUキトに敗れ準優勝に終わる。しかし、リーグではファーストステージを6位で終えるもののプレーオフを勝ち抜き決勝でLDUキトをPK戦の末破り初のリーグ優勝を達成した。
コパリベルタドーレスは2018年の初出場以降グループステージ突破を果たせていなかったが、2020年のコパリベルタドーレスでは4試合を終え勝ち点1と敗退濃厚であったもののその後2連勝し逆転で初のベスト16入りを決めた。

## ライバル
ライバルはマンタと同じマナビ県にあるポルトビエホのサッカークラブLDUポルトビエホである。

## タイトル
国内タイトル
- セリエA：1回
  - 2019

- セリエB：2回
  - 1989, 2015